# Eugen Hach
Eugen Hach (* 19. September 1960 in Kaiserslautern) ist ein ehemaliger deutscher Fußballspieler, -Trainer und seit 2012 sportlicher Leiter beim SV Saar 05 Saarbrücken.

## Karriere

### Stationen als Spieler
Eugen Hach begann seine Karriere beim 1. FC Kaiserslautern, kam dort aber nicht über die zweite Mannschaft hinaus. In den folgenden Jahren spielte er zunächst in der damaligen Oberliga Südwest (3. Liga) bei Südwest Ludwigshafen und FK Pirmasens. 1984 wechselte Hach in die 2. Bundesliga zu Alemannia Aachen. Nach drei Jahren in Aachen schloss sich Hach dem 1. FC Saarbrücken an, wo er fünf Jahre unter Vertrag stand. Der kampfstarke Abwehrspieler bestritt in seiner Karriere insgesamt 277 Spiele in der 2. Bundesliga und erzielte dabei 20 Tore.

### Stationen als Trainer
Nach seiner aktiven Laufbahn wurde Hach 1992 Trainer der zweiten Mannschaft des 1. FC Saarbrücken. Von 1993 bis 1995 war er Spielertrainer beim Amateurverein SF Hostenbach und 1995/96 in gleicher Funktion beim SC Halberg-Brebach. 1996 übernahm er den Posten des Co-Trainers beim SV Waldhof Mannheim, den er bis 1999 innehatte. Nach dem unerwarteten Tod von Werner Fuchs übernahm Eugen Hach den Posten des Cheftrainers beim Zweitligaaufsteiger Alemannia Aachen. Nach seiner Entlassung 2001 wurde er Trainer beim Ligakonkurrenten SpVgg Greuther Fürth, wo er ebenfalls in seiner dritten Saison entlassen wurde. Im November 2003 übernahm er den Trainerposten von Horst Ehrmantraut beim Regionalligisten 1. FC Saarbrücken, der zu diesem Zeitpunkt auf dem 2. Tabellenplatz und somit auf Aufstiegskurs lag. Als der Verein im April auf den 4. Platz abgerutscht und der Aufstieg in Gefahr war, wurde Hach von seinen Aufgaben entbunden und sein Vorgänger wieder eingestellt. Danach war Hach kurzzeitig Trainer beim Oberligisten SV Waldhof Mannheim und kam in der Saison 2004/05 zu Rot-Weiß Oberhausen, konnte aber dort den Abstieg in die Regionalliga nicht verhindern. Im Oktober 2005 wurde Hach Trainer beim Regionalligisten Eintracht Trier. Nachdem er den Abstieg des Vereins in die Oberliga nicht verhindern konnte, wurde er entlassen.

### Manager
Seit Dezember 2006 war Hach Sportdirektor beim Regionalligisten SV Elversberg und sollte dort die Voraussetzungen für die Qualifikation zur 3. Liga im Jahr 2008 schaffen, was jedoch nicht gelang.

## Privat
Hach erlitt im Dezember 2007 einen Hirnschlag. Er wurde  notoperiert und unterzog sich einer aufwendigen Rehabilitation. Erstmals nach seinem langen Klinikaufenthalt zeigte sich Eugen Hach wieder am 26. April 2009 der sportlichen Öffentlichkeit, als er beim Spiel der TuS Koblenz gegen Alemannia Aachen beiden Trainern viel Erfolg wünschte. Im April 2012 übernahm Hach die sportliche Leitung beim Verbandsligisten SV Saar 05 Saarbrücken, der wenige Wochen später in die Fußball-Saarlandliga aufstieg. Im Jahr 2016 wurde Hach erstmals in den Aufsichtsrat beim 1. FC Saarbrücken gewählt sowie im Jahr 2019 wiedergewählt.